# Terreno sabbioso
Un terreno sabbioso è un suolo composto da oltre 60% di sabbia. Da un punto di vista chimico e mineralogico, la frazione granulometrica prevalente, la sabbia, è rappresentata da minerali di difficile disgregazione come quarzo, feldspati o altri tectosilicati. In suoli relativamente giovani può comunque essere rilevante anche la presenza di un terreno sabbioso.
L'aggettivo sciolto, attribuito a questo terreno, si deve alla scarsa incidenza delle forze di coesione e all'assenza di struttura, che appare sostanzialmente incoerente. L'aggettivo leggero è invece derivato dalla facilità con cui si esegue la lavorazione di questi terreni. In realtà la densità dei terreni sabbiosi, sia apparente sia reale, è superiore a quella dei cosiddetti "terreni pesanti", i terreni argillosi, sia per la minore porosità totale sia per la natura chimica e mineralogica delle particelle primarie.

## Caratteristiche strutturali
Salvo condizioni particolari, in cui ad un elevato tenore in sabbia si accompagna un'apprezzabile presenza di particelle finissime, della classe dell'argilla (almeno il 5-10% sulla terra fina), i terreni sabbiosi sono caratterizzati dall'assenza di struttura (struttura incoerente) a causa del bassissimo tenore in colloidi.
Conseguenza di una struttura di tipo incoerente è la mancata manifestazione dei fenomeni associati al potere colloidale del terreno, quali la coesività e l'adesività, la cui manifestazione ha in genere risvolti negativi, ma anche lo scarso potere assorbente, che in sostanza si identifica con l'accezione più diffusa del concetto di fertilità del terreno.

## Proprietà fisico-meccaniche
A causa dell'assenza di una vera e propria struttura, le proprietà fisico-meccaniche dei terreni sabbiosi sono sostanzialmente determinate dalle dimensioni delle particelle primarie e dal loro assetto geometrico. Dalla combinazione di questi fattori deriva un limitato sviluppo della superficie massica, che al massimo può giungere a valori dell'ordine di 20 m2 per grammo di terreno, contro i 150–250 m2/g dei terreni argillosi. Quest'ultimo aspetto ha riflessi di grande importanza sulle proprietà fisico-chimiche del terreno.
Le dimensioni delle particelle e la loro disposizione reciproca in condizioni di struttura incoerente determinano bassi valori della porosità totale, generalmente inferiore al 50%, e uno sbilanciamento del rapporto fra microporosità e macroporosità a favore di quest'ultima. Conseguenze dirette di questa condizione sono la modesta capacità d'invaso dei terreni sabbiosi e, soprattutto, la limitata capacità di ritenzione idrica e l'elevata permeabilità.
Al limitato valore della porosità si accompagna un valore alto della densità apparente, dell'ordine di 1,6-1,8 t/m3, poco influenzato dalle lavorazioni a causa dell'assenza di struttura.

## Proprietà chimiche
Le proprietà chimiche dei suoli sabbiosi sono strettamente correlate al basso valore della superficie massica, che porta a livelli marginali l'incidenza dei fenomeni chimico-fisici d'interfaccia. I suoli sabbiosi hanno perciò una bassa capacità di scambio cationico e la dotazione di elementi nutritivi è piuttosto bassa a causa del limitato potere assorbente.
Il tasso di saturazione in basi e la reazione sono invece influenzati dal concorso di diversi fattori, fra cui si evidenziano la bassa capacità di scambio, la piovosità e la natura mineralogica della frazione solida. La bassa capacità di scambio combinata con un clima piovoso, almeno in alcuni periodi dell'anno, sono causa di predisposizione alla lisciviazione delle basi, con conseguente tendenza all'acidificazione di questi suoli, in particolare quelli derivati da rocce magmatiche. Suoli sabbiosi di natura alluvionale o, più in generale, sedimentaria, possono invece avere una discreta presenza di calcare nella frazione sabbiosa. In questo caso i fenomeni di superficie possono assumere un ruolo non trascurabile in quanto incrementano il tenore in calcare attivo, portando la reazione del terreno su valori medi o alti (terreni neutri o sub-basici).
La dotazione in elementi nutritivi dipende dalla natura chimico-mineralogica della frazione solida e dal modesto potere assorbente.
1. Macroelementi in forma cationica: potassio, calcio, magnesio, azoto ammoniacale. A causa della marcata presenza di tectosilicati di difficile disgregazione, prevalentemente feldspati dei metalli alcalini (potassio e sodio) e quarzo, questi terreni sono poveri in metalli alcalino-terrosi (calcio e magnesio) mentre possono presentare una elevata dotazione in potassio, specie in suoli derivati da rocce ignee acide (granito, riolite, porfido). Apprezzabili dotazioni in magnesio possono derivare da un discreto tenore in fillosilicati e inosilicati, in particolare in terreni sabbiosi derivati da rocce ignee neutre (diorite, andesite), meno frequenti dei precedenti. L'eventuale elevata dotazione in potassio e magnesio nei valori totali, tuttavia, non implica necessariamente un'elevata dotazione nelle forme assimilabili, specie nei terreni soggetti a lisciviazione. Infatti, questi elementi sono per lo più presenti in forma non assimilabile in quanto incorporati nei reticoli cristallini, la cui dinamica di rilascio si svolge in tempi piuttosto lunghi e incongruenti rispetto alla dinamica dell'assorbimento radicale e della lisciviazione. Suoli ben dotati di particelle sabbiose di natura calcarea, invece, possono avere apprezzabili dotazioni in calcio e magnesio, ma in subordine al tenore in calcare attivo e alla dinamica della lisciviazione. D'importanza marginale, sotto l'aspetto quantitativo, è invece la presenza di azoto ammoniacale, giacché la presenza di questo elemento della fertilità è strettamente dipendente dalla capacità di scambio cationico e dal tasso di saturazione in basi.
2. Macroelementi in forma anionica: azoto nitrico, zolfo, fosforo. I macroelementi presenti in forma anionica (nitrati, solfati e fosfati) sono poco rappresentati nella composizione chimico-mineralogica della frazione sabbiosa, fatta eccezione per il fosforo, che in casi eccezionali può essere abbondantemente presente, sotto forma di apatite organogena, in suoli originati da sedimenti marini. I nitrati, provenienti dalla mineralizzazione della sostanza organica e successiva nitrificazione, sono presenti solo in forma solubile e, quindi, soggetti a rapido dilavamento. Lo stesso dicasi per i solfati, provenienti per lo più dalla mineralizzazione della sostanza organica, giacché lo zolfo proveniente dai processi pedogenetici a carico di sedimenti marini contenenti gesso ha una scarsa rilevanza nei suoli sabbiosi. Modesta è anche la dotazione in fosforo, elemento trattenuto principalmente attraverso i processi di scambio ionico e, quindi, poco rappresentato in suoli poveri di colloidi,

La dotazione in elementi trattenuti principalmente attraverso l'assorbimento biologico (azoto e zolfo) è correlata naturalmente alla dotazione in humus e sostanza organica e si presenta perciò bassa, almeno nei climi caldi e soggetti a periodi annuali di scarsa piovosità, a causa del modesto tenore in sostanza organica. L'alto grado di macroporosità dei suoli sabbiosi associato a condizioni stagionali di bassa umidità determina una forte aerazione del suolo e, di conseguenza, di uno spostamento del potenziale redox verso valori alti dell'indice rH (prossimi o superiori a 30). Queste condizioni ambientali, accentuate dall'azione sinergica della temperatura nelle regioni temperate e in quelle tropicali, sbilanciano la dinamica dei processi di trasformazione della sostanza organica verso la mineralizzazione. I suoli sabbiosi, almeno nelle regioni calde e caldo-aride, sono perciò poverissimi in sostanza organica e, di conseguenza, dotati di un modesto potere assorbente per assorbimento biologico.
Un cenno particolare va fatto, infine, alla dotazione in sodio. Questo elemento può essere presente in quantità non trascurabili nella frazione sabbiosa di suoli derivati da rocce eruttive povere in silice e ricche in feldspati e feldspatoidi alcalini (trachite, sienite, monzonite, monzogranito, ecc.). Un tenore relativamente alto di sodio associato ad un'apprezzabile presenza di argilla (5-10% sulla terra fine) è causa della formazione di uno stato strutturale disperso che può arrivare ad annullare del tutto gli effetti positivi della sabbia anche se questa è presente in quantità rilevante (oltre il 60% sulla terra fine). Questi suoli, che a tutti gli effetti sono sabbiosi o tendenti al sabbioso, possono presentare i difetti dei terreni limosi e di quelli argillosi proprio perché mal strutturati a causa di un'eccessiva presenza di sodio e di una carenza di calcio.

## Proprietà agronomiche
Da quanto detto in precedenza, si evince che le proprietà agronomiche dei terreni sabbiosi sono in sostanza determinate dalla modesta superficie massica, dalla bassa porosità e dall'elevato grado di macroporosità, caratteri che derivano dalla combinazione di una tessitura grossolana e dall'assenza di uno stato strutturale. Tali proprietà configurano una situazione di vantaggio, nei confronti dei terreni a tessitura fine o finissima, per quanto concerne le proprietà fisico-meccaniche in generale, fatta eccezione per la modesta capacità di ritenzione idrica, e una situazione di svantaggio per quanto concerne invece le proprietà chimiche.

### Difetti
Il difetto più manifesto di un terreno sabbioso è la modesta capacità di ritenzione idrica. La scarsa microporosità, dovuta sia alla bassa porosità totale sia al rapporto sbilanciato fra microporosità e macroporosità a favore di quest'ultima, limita la capacità di ritenuta dell'acqua per capillarità. I suoli sabbiosi sono pertanto maggiormente soggetti alla siccità in caso di apporti idrici infrequenti, a prescindere dai volumi invasati, in quanto l'acqua si perde facilmente per evaporazione e, soprattutto, per percolazione profonda.
Non meno importante è la modesta fertilità chimica, principalmente dovuta alla scarsa dotazione in elementi nutritivi. Il fenomeno, come detto in precedenza, si deve al limitato potere assorbente, sia per la bassa capacità di scambio sia per il basso tenore in sostanza organica. Azoto e fosforo e, in genere, calcio, magnesio e zolfo sono elementi carenti nei terreni sabbiosi. Possono eventualmente essere presenti buone dotazioni in potassio, ma, in condizioni di intenso dilavamento, all'elevata dotazione in potassio totale non corrisponde necessariamente una buona disponibilità in potassio assimilabile a causa della modesta capacità di scambio cationico. La modesta dotazione chimico-nutritica di un terreno sabbioso è spesso accompagnata da altri difetti, come il pH anomalo, spesso prossimo o inferiore a valori di 5-5,5 e il modesto potere tampone, dovuto al basso tenore in colloidi organici e minerali. Nel complesso, perciò, i terreni sabbiosi sono notoriamente poveri o, secondo l'accezione comune, poco fertili.
La struttura incoerente, inoltre, rappresenta un difetto non trascurabile se messa in relazione con la giacitura o con la ventosità: in assenza di una stabile copertura vegetale, i suoli sabbiosi sono infatti facilmente esposti all'erosione idrica nei suoli declivi e a quella eolica nei climi con venti dominanti piuttosto forti.

### Pregi
I pregi di un terreno sabbioso risiedono nelle sue proprietà fisico-meccaniche, sia in relazione alla lavorabilità in senso esteso, sia in relazione alla facilità dei movimenti dell'acqua.
In merito al primo aspetto, va osservato che il basso tenore in colloidi e la modesta superficie massica dei suoli sabbiosi riducono al minimo le proprietà dovute alle interazioni fisiche di interfaccia, ovvero la coesione e l'adesione. L'intensità di queste forze è mediamente molto bassa e svincolata dalla presenza dell'acqua, perciò i suoli sabbiosi non manifestano i difetti difetti tipici di quelli argillosi, quali la tenacità e la compattezza del terreno allo stato coesivo e l'adesività e la scarsa resistenza alla compressione del terreno allo stato plastico. L'assenza di una struttura, peraltro, svincola dalla necessità di operare entro valori ottimali dell'umidità del terreno. In definitiva, i terreni sabbiosi mantengono stabili le loro proprietà fisico-meccaniche al variare dell'umidità e sono perciò praticabili e lavorabili in qualsiasi momento. A questo pregio si aggiunge la scarsa resistenza offerta alle lavorazioni, che a parità di condizioni sono meno onerose in termini di tempo, fatica fisica, consumo energetico e usura degli attrezzi.
La seconda proprietà, concernente la dinamica dell'acqua nel terreno, è dovuta all'elevata incidenza della macroporosità che influisce positivamente sulla permeabilità. La permeabilità è un sostanziale difetto se si pensa alla capacità di costituire riserve idriche utilizzabili, tuttavia rappresenta anche un'importante proprietà positiva se è prioritaria l'esigenza di regimare le acque in eccesso. Le acque superficiali si infiltrano rapidamente nei suoli sabbiosi, con effetti positivi nella prevenzione dei ristagni superficiali e dello scorrimento superficiale. Al tempo stesso, l'acqua invasata in eccesso è smaltita abbastanza velocemente, nell'arco di poche ore, grazie alla capacità di drenaggio dei suoli sabbiosi.

## Gestione agronomica dei terreni sabbiosi
I difetti intrinseci dei terreni sabbiosi si possono superare solo in subordine alla disponibilità di acqua irrigua e con l'impiego di mezzi tecnici in grado di sopperire alla modesta fertilità chimica. La rimozione di questi limiti permette di esaltarne i pregi, rendendoli a tutti gli effetti terreni di elevata fertilità valorizzati con la destinazione a colture intensive ad alto reddito.

### Lavorazioni
I terreni sabbiosi presentano già quelle condizioni di abitabilità che, di norma, costituiscono gli obiettivi perseguiti dalle lavorazioni nei terreni a tessitura fine o in quelli di medio impasto: anche in assenza di lavorazioni, questi suoli sono già soffici, permeabili e aerati e non richiedono particolari interventi meccanici se non finalizzati, per lo più, all'eliminazione delle piante infestanti e alla sistemazione della superficie per preparare il letto di semina.
In molte regioni del mondo interessate dalla meccanizzazione agraria, i suoli sabbiosi sono generalmente sottoposti a lavorazioni superficiali limitate ai primi 10–20 cm di profondità, compresa l'aratura, eseguita con aratri polivomere composti da molti organi lavoranti e dotati perciò di ampia capacità di lavoro. Fra le tipologie di aratro, si prestano meglio quelli a versoio cilindrico rispetto a quello elicoidale, adatti ad eseguire un lavoro di rimescolamento, in quanto il ribaltamento della fetta è poco efficace in assenza di condizioni di plasticità. Infine, è su questi terreni che offrono le migliori prestazioni le macchine poco adatte ad operare su terreni compatti o tenaci, come ad esempio le vangatrici e l'aratro a dischi.
Per gli stessi motivi esposti in precedenza, i terreni sabbiosi sono quelli più adatti all'esecuzione di tecniche di gestione del suolo alternative alle lavorazioni convenzionali, come il minimum tillage e il sod seeding.
A prescindere dalle tipologie di lavorazioni effettuate, si deve osservare che nel caso di suoli sciolti con struttura incoerente non ci sono vincoli posti dall'umidità del terreno: questi terreni possono infatti essere lavorati anche quando sono umidi, sia per l'assenza di adesività, che ostacolerebbe la corretta esecuzione della lavorazione, sia per l'assenza di plasticità, che impedirebbe la praticabilità del terreno e, soprattutto, causerebbe un grave peggioramento dello stato strutturale. La lavorazione del terreno in condizioni di moderata o elevata umidità va invece evitata nei terreni sciolti dotati di un'apprezzabile contenuto in argilla, in quanto la presenza di uno stato strutturale, sia pur minimo, ne rende necessaria la preservazione. D'altra parte, questi terreni si lavorano facilmente allo stato coesivo senza incorrere negli inconvenienti tipici dei terreni argillosi.

### Irrigazione
L'irrigazione è una delle tecniche colturali cruciali per la valorizzazione dei terreni sabbiosi. La bassa porosità e l'elevato rapporto fra macro e microporosità fanno sì che i terreni sabbiosi non possano costituire riserve di acqua disponibile di apprezzabile entità, perciò, questi terreni richiedono adacquate frequenti e con modesti volumi di adacquamento. Nei periodi di massima intensità di evapotraspirazione è necessario intervenire quasi quotidianamente o con turni di pochissimi giorni, specialmente su colture ortive, per le quali è mediamente richiesto l'intervento all'esaurimento del 30-40% dell'acqua disponibile.
Per le ragioni suddette, il ricorso a impianti d'irrigazione mobili o semifissi implica elevati costi di esercizio, a causa del notevole impegno di maestranze richiesto per la movimentazione delle tubazioni e delle ali piovane. Al fine di contenere il costo del lavoro si può ricorrere all'installazione di impianti d'irrigazione fissi e, eventualmente, automatizzati, i quali richiedono tuttavia investimenti di capitale non trascurabili ammortizzabili solo con l'adozione di indirizzi produttivi ad alto reddito.
Laddove la disponibilità di acqua irrigua rappresenta un fattore limitante, è una scelta obbligata il ricorso a metodi d'irrigazione ad alta efficienza per contenere le inevitabili perdite per percolazione profonda. A tal fine, i migliori metodi consistono nella microirrigazione, con erogatori a goccia, a manichetta forata o a microjet. Questi sistemi sono peraltro adeguati alla necessità di operare con turni brevi e modesti volumi d'adacquamento e si prestano all'adozione di sistemi di automazione. L'elevata permeabilità dei terreni sabbiosi richiede, a parità di condizioni, una maggiore densità di erogatori rispetto ai suoli a tessitura fine, in quanto il profilo d'infiltrazione tende ad approfondirsi in senso verticale espandendosi poco in senso orizzontale.

### Ammendamento
Considerato che le proprietà fisico-meccaniche dei terreni sabbiosi sono, nel complesso, caratteristiche positive, gli interventi di ammendamento su tali terreni sono finalizzati esclusivamente a migliorare il potere assorbente e la capacità di ritenzione idrica. I materiali organici dotati di un rapporto carbonio/azoto equilibrato, come ad esempio il letame, sono perciò gli ammendanti più indicati in quanto migliorano il potere colloidale di un suolo sabbioso con effetti positivi, anche se temporanei, sia sulla capacità di scambio sia sulla capacità di ritenuta idrica.
L'efficacia di tali interventi è in ogni modo subordinata ai quantitativi apportati e, in relazione alla durata, all'intensità della mineralizzazione; in merito a quest'ultimo aspetto va infatti tenuto presente che in condizioni climatiche caratterizzate da alte temperature e scarsa piovosità la mineralizzazione della sostanza organica è particolarmente intensa e il tenore in humus del terreno si mantiene sistematicamente su valori piuttosto bassi. Si può pertanto parlare di ammendamento dei suoli sabbiosi solo con sistematici e cospicui apporti di letame a cadenza almeno annuale.

### Concimazione
Nella concimazione dei terreni sabbiosi si deve tenere presente che il basso potere assorbente non consente la ritenuta degli elementi nutritivi, facilmente soggetti, perciò, al dilavamento. In terreni poveri di colloidi, il fenomeno del dilavamento può interessare anche gli elementi poco mobili come il fosforo e il potassio, che in questi suoli sono disponibili per lo più solo in forma solubile. Elevate dosi di concime sono pertanto non solo inutili, ai fini dell'arricchimento della dotazione, ma anche dannosi sotto l'aspetto economico, a causa delle perdite per dilavamento, e ambientale, per il conseguente inquinamento della falda freatica. Nei suoli siccitosi si deve inoltre tenere presente che una temporanea elevata dotazione di elementi nutritivi, a seguito di un'abbondante concimazione, può aumentare sensibilmente la salinità del terreno e portare il potenziale idrico a valori piuttosto bassi a causa dell'elevata tensione osmotica.
I rischi derivanti da abbondanti concimazioni sono particolarmente evidenti con la concimazione minerale, ma, per effetto dell'intenso turn-over della sostanza organica nei suoli ad alto potenziale redox, tali rischi ricorrono anche con cospicui apporti di concimi organici a basso rapporto carbonio/azoto, come ad esempio la pollina e i liquami. Per quanto riguarda i concimi organici a rapporto carbonio/azoto equilibrato, come ad esempio il letame, la dinamica è influenzata dall'epoca di distribuzione, che in linea generale può condizionare il coefficiente isoumico: ai fini della conversione in humus, l'epoca ottimale di distribuzione è quella autunnale, in quanto l'umificazione permette un rilascio graduale degli elementi nutritivi nel successivo periodo primaverile-estivo, mentre la somministrazione nel periodo primaverile o in quello estivo indirizza i processi di trasformazione verso la rapida mineralizzazione.
In conclusione, il letame o i concimi organici succedanei, si presentano come quelli in grado di valorizzare le potenzialità agronomiche dei terreni sabbiosi. Concimi organici a basso coefficiente isoumico e i concimi minerali, invece, vanno usati oculatamente, con dosi moderate, al fine di prevenire sprechi e impatto sull'ambiente.

### Apprestamenti protettivi
Gli apprestamenti protettivi di maggiore importanza per i terreni sabbiosi sono finalizzati al contenimento delle perdite d'acqua per evaporazione e al consolidamento della superficie contro l'azione erosiva dei venti dominanti.
Nel primo caso l'obiettivo si persegue ricorrendo alla pacciamatura con film plastici, tecnica peraltro compatibile con la frequente destinazione d'uso di questi terreni, l'orticoltura. Nel secondo caso si ricorre alla realizzazione di frangiventi vivi o morti, i quali, riducendo la velocità del vento ne contiene l'azione erosiva. Le barriere devono essere piuttosto fitte e disposte a brevi distanze l'una dall'altra e disposte in direzione ortogonale a quella del vento dominante; a tal fine sono efficaci i frangiventi vivi in cipresso oppure quelli morti, realizzati con materiale plastico o con intrecci di materiale vegetale. Una tecnica adottata nella tradizione dell'orticoltura nei terreni litoranei sabbiosi di Chioggia e Sottomarina consiste nella disposizione di piccole e lunghe barriere frangivento realizzate con stuoie di canna da palude, dette pare e contropare. Queste barriere mobili, dislocate parallelamente e a breve distanza l'una dall'altra, perseguivano in modo efficace lo scopo di proteggere il suolo dall'azione erosiva della bora e le colture dall'azione della salsedine.

## Scelta delle colture
Gli interventi richiesti per migliorare la vocazione agronomica dei suoli sabbiosi devono essere applicati sistematicamente e impegnano risorse in forma di capitale circolante. Una volta superati questi limiti, tuttavia, i terreni sabbiosi presentano indubbi vantaggi e possono essere sfruttati per un'agricoltura dinamica con colture ad alto reddito, in grado di valorizzare il maggior impegno di risorse finanziarie. In quest'ottica non va trascurata l'importanza delle condizioni logistiche e infrastrutturali, in quanto possono condizionare, con i costi di trasporto e commercializzazione, il risultato economico. In assenza di tali condizioni e in presenza di fattori limitanti, come ad esempio la disponibilità di acque irrigue, i suoli sabbiosi presentano invece limiti strutturali di difficile soluzione, perciò possono essere destinati ad un'agricoltura marginale con colture poco esigenti, le sole in grado di adattarsi e valorizzare questi terreni.
In condizioni favorevoli, i suoli sabbiosi rispondono efficacemente alle esigenze tecniche e organizzative dell'orticoltura intensiva. Le colture ortive, infatti, richiedono rapidi avvicendamenti colturali, con due o tre cicli l'anno e, quindi, frequenti lavorazioni di preparazione, interventi quasi quotidiani in campo per l'esecuzione di varie operazioni colturali come le lavorazioni finalizzate all'eliminazione periodica delle piante infestanti, i trattamenti fitoiatrici, gli interventi di potatura delle piante erbacee (scacchiature, sfemminellature, ecc.), l'allestimento di eventuali tutori o altre strutture di sostegno, ecc. La stessa raccolta, per molte colture ortive, si esegue scalarmente con periodicità quotidiana o quasi. Queste esigenze prescindono dalle condizioni di umidità del terreno e sono perciò soddisfatte dalle proprietà fisico-meccaniche dei suoli sabbiosi, dotati di struttura incoerente, soffici, permeabili e resistenti al costipamento. La sofficità della sabbia e la permeabilità all'aria e all'acqua, peraltro, offrono condizioni di abitabilità ottimali per la crescita regolare di tuberi, bulbi e radici carnose. Non va infine trascurata la scarsa adesività dei suoli sabbiosi, proprietà che rende più facile le operazioni di pulizia degli ortaggi e ne migliora quindi le caratteristiche merceologiche.
Condizioni favorevoli, se non indispensabili, per la destinazione dei suoli sabbiosi all'orticoltura intensiva sono le seguenti:
- Ampia disponibilità di acqua irrigua: condizione necessaria per far fronte ai fabbisogni delle colture nei periodi siccitosi o a piovosità insufficiente. Contestualmente a questa esigenza hanno una migliore vocazione i terreni sabbiosi dislocati in comprensori irrigui o in prossimità di corsi d'acqua a portata costante o in zone ricche di falde acquifere.
- Disponibilità di letame: condizione non indispensabile ma utile alla valorizzazione dei suoli sabbiosi. A parità di condizioni, l'impiego dei concimi organici è più oneroso rispetto ai concimi minerali in quanto il basso titolo si riflette sui costi di trasporto e distribuzione. Questo aspetto depone a favore del ricorso alla concimazione minerale, ma le proprietà chimico-fisiche dei terreni sabbiosi sono esaltate con il ricorso alla concimazione organica per i motivi espressi in precedenza. Una diffusa presenza di aziende zootecniche nel territorio genera l'offerta di un mezzo tecnico che può proporsi come valida alternativa alla concimazione minerale.
- Integrazione logistica e strutturale: condizione non indispensabile ma largamente favorevole. L'orticoltura è un comparto produttivo la cui competitività è influenzata dagli aspetti strutturali, a causa del carattere di deperibilità della maggior parte dei prodotti ortofrutticoli. La dislocazione di un suolo sabbioso in prossimità di aree urbanizzate, servite adeguatamente da infrastrutture sia fisiche (strade, ferrovie, ecc.) sia economiche (centrali ortofrutticole, associazioni di produttori, ecc.) migliora le condizioni di commercializzazione del prodotto e, in definitiva, la redditività.

In condizioni sfavorevoli la destinazione d'uso dei suoli sabbiosi cambia radicalmente e si restringe a margini di scelta imposti dal contesto, che si identifica, in generale, nell'assenza di un'adeguata dotazione irrigua, insufficiente anche a garantire irrigazioni di soccorso, oppure nella dislocazione del terreno in aree marginali, montane o collinari, non sufficientemente servite da infrastrutture e troppo distanti dai mercati. In tali condizioni si ricorre ad un'agricoltura marginale basata sulla coltivazione di piante agrarie che tollerano siccità persistenti garantendo una produzione sia pur minima. Nelle condizioni più difficili la destinazione si ricorre all'utilizzo come terreni da pascolo per l'allevamento in regime estensivo.
Non va tuttavia trascurata l'opportunità, per alcuni comparti, dello sfruttamento marginale di terreni sciolti per ottenere produzioni di particolare pregio sotto l'aspetto qualitativo. In Italia tale opportunità è stata tradizionalmente offerta dalla viticoltura: diversi vitigni, a parità di condizioni, danno vini di qualità migliore proprio nei terreni sciolti, ricchi di potassio e ad alto tenore in silice (Barolo, Catarratto, Cannonau, ecc.).